# Magyar helyesírás
A magyar helyesírás a latin betűs magyar írással készített, magyar nyelvű szövegek hivatalosan elfogadott helyesírási szabályrendszere, normája.
Célja, jelentősége és szerepe hasonló a helyesíráséhoz általában (l. ott): a nyelvi műveltség részét képezi, és fontos szerepe van a társadalomban. Ezt oktatják az iskolákban anyanyelvűeknek és külföldieknek egyaránt, és ezt igyekeznek követni a magyar nyelvű nyomdatermékekben. (Azt, aki a nyomdában vagy a szerkesztőségben a megjelenés előtt álló szövegeket ennek szellemében javítja, korrektornak nevezik, tevékenységét pedig korrektúrának.)
A magyar helyesírást a Magyar Tudományos Akadémia Nyelvtudományi Intézetének Helyesírási Bizottsága szabályozza úgynevezett helyesírási szabályzatok kiadásával (lásd A magyar helyesírás szabályai). A legutóbbi, ma is hatályos ilyen mű 2015-ben jelent meg (tizenkettedik kiadás), ezt megelőzően az 1984-es változat volt érvényben, amelynek csak utánnyomásai jelentek meg. (2016. szeptemberig még a régi szabályzat által előírt írásmód is elfogadhatónak minősült.)
Az 1832 előtti magyar helyesírást régi magyar helyesírásnak is nevezzük.

## Alapelvei és jellemzői
A magyar helyesírás négy alapelven nyugszik:
- szóelemző írásmód
- hagyományos írásmód
- egyszerűsítő írásmód
- kiejtés szerinti írásmód (amennyiben az előbbiekkel nem ütközik)

Az első két elv a legszélesebb körű. Az elvek olykor ütköznek egymással, és az egyes szavakban (bizonyos szabályok alapján) egyik vagy másik elv kerekedik felül, a másik rovására.

### További jellemzői
A magyar helyesírást az alábbiak jellemzik még a világ más helyesírási rendszereihez képest (a szabályzat 2. pontja szerint):
1. Betűíró rendszerű, mert legkisebb egységei hangokat jelölő betűk – szemben például a kínaival, melynek írásjegyei szavakat jelölnek.
2. Latin betűs, mert betűkészlete (néhány kiegészítéssel) a latin ábécén alapul – szemben például az orosszal vagy göröggel.
3. Hangjelölő, mert a betűk legtöbbször a valóban kiejtett hangokra utalnak – szemben például az angollal vagy a franciával, ahol a szavak írott alakja olykor évszázadokkal ezelőtti kiejtésüket tükrözi.
4. Értelemtükröző: a leírt formával igyekszünk a szavak jelentését és a szóelemek viszonyát minél pontosabban jelölni.

## Főbb területei
1. Betűk és betűrendbe sorolás
2. Szótövek írása és toldalékok kapcsolása; a négy alapelv érvényesülése
3. Különírás és egybeírás
  - szóismétlések; mellérendelő szókapcsolatok és összetételek, ikerszók; alárendelő szókapcsolatok és összetételek; egyéb típusú összetételek; a mozgószabály
4. Kis és nagy kezdőbetűk, a tulajdonnevek kérdése
  - személynevek; állatnevek; földrajzi nevek; csillagnevek; intézménynevek; márkanevek; kitüntetések és díjak; címek
5. Az idegen szavak írása
  - a magyar írásmód szerinti írás; az idegen írásmód szerinti írás; az átírás
6. Írásjelek
  - mondatok között; tagmondatok között; mondatrészek között; beékelt elemek írásjelei; szavak és szórészek között; toldalékok kapcsolása
7. Rövidítések és mozaikszók
  - rövidítések; mozaikszók: betűszók és szóösszevonások
8. Elválasztás
  - szótagolás szerint; szóelemek szerint
9. Egyéb tudnivalók
  - a számok, a keltezés és a címek írása

## Története
A Magyarországon hivatalos latin betűs magyar írás 1832-ig használatos (de koronként is változó) alakját nevezzük régi magyar (helyes)írásnak vagy magyar helyesírásnak. A régi magyar írás szabályai lényegében a mai magyar helyesírás előzményei. A 16. századig tartó szakaszát nevezik ómagyar írásnak is.

### Az 1832 előtti, azaz régi magyar helyesírás
A régi magyar írás a latin betűs írásbeliségből fejlődött ki, tulajdonképpen a latin írásba tartozó régi magyar helyesírásról beszélhetünk. A magyar helyesírás története a német, olasz vagy szláv származású magyarországi papság latin betűs magyar nyelvű szövegírásával kezdődött, melyekben a z, a zs, a ty és a gy hangok írása ingadozott. A legkorábbi időkben az Itáliából származó papok írásbelisége hatott a korabeli magyar helyesírásra, végső soron ide vezethető vissza a mai gy jelölése. Különösen fontos volt a középkori magyar királyok udvarában kialakult ún. kancelláriai helyesírás, mely a magyar hangokat a latin nyelv betűinek kombinációjával fejezte ki, ilyen írással készült pl. a Peer-kódex, a Festetich-kódex és a Példák Könyve. A kancelláriai helyesírásnak eleinte több helyi változata is kialakult, és szabályait következetlenül alkalmazták. A könyvnyomtatással azonban elkezdődött az egységesülése.
Újszerű hangjelölést használt a huszita Biblia, az első (csak részben elkészült) bibliafordítás. Az összetett betűk helyett mellékjeleket vezetett be (a gy-t ekkor a ġ-vel, az ny-et ṅ-nyel, a ty-t ṫ-vel jelölték, de az s-t ſ-sel, az sz-t ʒ-vel írták). A huszitizmus vereségével azonban a huszita helyesírás nem tudott normává válni. Ezzel az írással készült még a Guary-kódex és a Müncheni kódex is.
A régi magyar helyesírás jellemzője volt, hogy egyrészről egy-egy betű többféle hangot jelölhetett, de sok esetben több betű jelölte ugyanazt a hangot, pl. az i betű /i/-t és /j/-t is jelölt; az u és a v szerepe gyakorlatilag azonos volt, jelölhette az /u/-t, az /y/-t és a /v/-t is, ugyanakkor az /u/-t az u, a v és a w is jelölte. Szórványosan a vv /uː/-t (pl. vvl /uːl/ ’olyan’), a w és az uu /yː/-t (pl. wt /yːt/, mezuul /meːzyːl/ ’mézként’) is jelölt. Az /ø/ hangra az u-t és az ew-t, az /øː/-re kizárólag az ew-t, de az ew jelölhette az /y/-t és az /yː/-t is. A c betű /k/-t is jelölt a /t͡s/ mellett, de /t͡ʃ/-t is jelölhetett, lásd pl. gimilcíctul /ɟimilcsektyːl/.

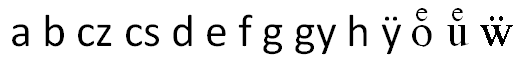
Példák a régi magyar írás betűiből

Jellemző volt a régi magyar írásra, hogy a ma csak az ö és az ü betűn használt kétpontos ékezetet a w-n és az y-on is alkalmazták, ẅ és ÿ formában. Más ékezetes betűket is találunk, pl. ē, ū, ý, ẏ, v́. Érdekes kombináció volt a normál méretű o és u betűből és a fölöttük lévő kis e-ből álló ligatúra: oͤ és uͤ. Az s régi megfelelője a ſ karakter, a z-é pedig a ʒ.
Érdekesség, hogy a régi magyar írás története folyamán hatott a székely–magyar rovásírásra.
A könyvnyomtatás elterjedése komoly igényt keltett a minél egységesebb hangjelölésre. A magyar helyesírás legfőbb elvévé a kiejtés szerinti írásmód és a szóelemző írásmód vált, de ez vitát váltott ki. Ez volt az úgynevezett ypszilonista-jottista háború. Az ypszilonista tábor a szavak kiejtett alakja szerinti íráshoz ragaszkodott. A jottista viszont a szóelemző írásmódot követelte. A vita a jottisták javára dőlt el.
1538-ban Dévai Bíró Mátyás megjelentette Orthographia Ungarica című művét, mely az első helyesírási tárgyú magyar nyelvű nyomtatvány volt. A XIX. század elején több könyv is megjelent a magyar helyesírásról, többek között Georch Illés A magyar helyes irás fő rendszabásairól és Kolmár József Próbatétel a magyar helyesirás philosophiájára című művét, de igazi áttörést csak a következő évtized hozta el.

### Az 1832 utáni korszak
A legújabb kor a megállapodás időszaka lett. 1830-ban megalakult a Magyar Tudós Társaság (a mai Magyar Tudományos Akadémia elődje) és Vörösmarty Mihály közreműködésével 1832-ben elkészítette az első hivatalos helyesírási szabályzatot „Magyar helyesirás’ és szóragasztás’ főbb szabályai” címmel, ami meghatározó volt a magyar helyesírás fejlődésében.
A Magyar Tudományos Akadémia tevékenysége önmagában nem jelentette, hogy a magyar írás innentől kezdve központilag irányítottan működik. Bár kétségtelen, hogy pl. a cz helyett a c alkalmazása egy akadémiai döntés volt, de vannak példák a spontán fejlődésre is. Ennek egyik jelenkori példája az SMS-nyelv, ami valójában a magyar írás egy kissé leegyszerűsített alakja. Pl. a hogy szó helyett a h használata, stb. A nyelv napjainkban is fejlődik, ennek leképezése a magyar írásban, hogy egyes szavak helyesírása a napi gyakorlatban bizonytalan. Pl. a „mindig” szót gyakran így írják: „*mindíg”.
A mai magyar helyesírást a Magyar Tudományos Akadémia szabályozza A magyar helyesírás szabályai című kiadványán keresztül.

## Irányadó források
Jelenleg az alábbi források irányadók a magyar helyesírásra nézve:
- A magyar helyesírás szabályai: 12. kiadás. www.scribd.com. (magyarul) Budapest: Akadémiai Kiadó (2015)
- A magyar helyesírás szabályai. (magyarul) 12. kiadás. Budapest: Akadémiai Kiadó. 2015.  ISBN 9630577356 Hozzáférés: 2018. október 25.
- Magyar helyesírási szótár. (magyarul) Budapest: Akadémiai Kiadó. 2007.  ISBN 9630576309  – mintegy 140 000 szó és szókapcsolat
- Laczkó Krisztina – Mártonfi Attila: Helyesírás. (magyarul) Budapest: Osiris Kiadó. 2004.  = A Magyar Nyelv Kézikönyvtára,  1. ISBN 9633895413  – több mint 210 000 szóalak

Ha egy szó semelyik forrásban nem található, a Magyar értelmező kéziszótár is irányadó lehet.
Az egyes szakterületek szókincsét szakszótárakban lehet fellelni, például orvosi, közgazdasági, jogi, informatikai szótárakban.

## Helyesírás és társadalom

### A helyesíráshoz való viszony
Ma is előfordul az a vélekedés, hogy a helyesírási szabályzat olyan gyakran változik, hogy képtelenség követni. (A XX. század folyamán valójában mindössze háromszor módosult: 1922-ben, 1954-ben és 1984-ben.) Az angollal, franciával szemben ugyanakkor azt szokták felhozni, hogy a mai nyelvnél sok évszázaddal korábbi állapotnál „ragadtak le”. A korszerűség és a hagyományőrzés értelemszerűen kizárja egymást; a magyar helyesírásban a kettőnek egy bizonyos arányára törekednek, és inkább az a jellemző, hogy az átállás nehézségeire tekintettel csak a legindokoltabb esetekben újítanak.
A helyesírási hibák társadalmi megítélése távolról sem egységes. Legtöbbjüket megbélyegzik; ilyen például a j–ly kérdése, a szóelemzésből fakadó hibák (ejtse helyett „ejcse”) vagy az ismert személyek nevének írása (például Kossuth). Más szabályokat viszont néha túl bonyolultnak vagy éppen önkényesnek ítélnek, és nem érzik a fentihez hasonló súlyúnak a megsértésüket (például használtruha-vásár helyett „használt ruhavásár”).
Egyes babonák is forgalomban vannak, például hogy a vajas kenyeret másképp kell írni, mint a zsíros kenyeret. Kétségtelen azonban, hogy a helyesírás olykor finom különbségtételeket ír elő, amelyek számos átlagember nyelvi igényein túlmutatnak.

### A helyesírással szembeni igények paradoxonja
A helyesírással szemben méltán merül fel az az igény, hogy szabályokból levezethető, kikövetkeztethető legyen („miből gondolod, hogy ezt így kell írni?”). Másfelől azzal az igénnyel is gyakran lépnek fel vele szemben, hogy egyértelmű megoldást adjon („akkor most végül melyik a helyes?”). A helyesírás csak szélső értékeket ismer (vagy kisbetű, vagy nagybetű; külön-, egybe- vagy kötőjeles írás stb.), a nyelvi jelenségek azonban nem mindig szoríthatók merev skatulyákba (pl. egy szókapcsolat tagjai között elegendő jelentésváltozás van-e az egybeíráshoz). A fenti két elvárás tehát óhatatlanul ellentmond egymásnak: ha csakis a szabályokból akarunk kiindulni, mindig maradnak kétséges pontok, amelyek sokakat mindig aggasztani fognak. Ha pedig az egyértelműség igényével lépünk fel, és megpróbálunk analógiák és alszabályok révén a kétes esetekre is választ találni, az mások számára önkényesnek, tekintélyelvűnek fog tűnni. A helyesírási gyakorlat tehát aligha rendezhető mindenben és mindenki számára megnyugtató módon. Hozzá kell tenni azonban, hogy a valódi kérdések, amelyeket szakmailag is vitatni lehet, az esetek csekély töredékét képezik, és a mindennapi kérdések legtöbbjére akad egyértelmű válasz, amely levezethető a szabályokból, valamint az analóg esetekből és az írásgyakorlatból (vagyis az íratlan konvenciókból, a hagyományokat is beleértve).

### A jövevényszavak kérdése
Az idegen szavak meghonosodása, jövevényszóvá válása fokozatos folyamat, és legtöbbször nem állapítható meg egyértelműen, mikor érdemes áttérni a magyaros írásmódra, és hogyha több lehetőség is van, melyik legyen az (például [grépfrút] vagy [grépfruit], [dzadzíki] vagy [caciki]). Az egységes írásmód érdekében azonban az Akadémiának az ilyen köztes, átmeneti esetekben is döntenie kell, még ha a köznapi ítélet ellentmondásba is kerül a hivatalos szabályozással. A nyelvészek ilyenkor is több szempontot mérlegelve döntenek: például a köznyelvi ismertséget, elterjedtséget, a meglévő szavakkal való egybeeséseket (az e-mailt mint elektronikus levelet megkülönböztetni az emailtől mint zománcfajtától, vagy a blueszenét a blúz nevű ruhától), vagy a magyarban szokatlan betűkapcsolatok elkerülését (így például komputert írunk „kompjuter” helyett és musicalt „mjúzikel” helyett). A nem latin betűs nyelvekből átvett szavakat mindig a magyar ábécé betűivel írjuk át (AkH.11 218.), tehát az angolos írásmód ezeknél eleve kiesik.
Ingadozás van például az alábbi jövevényszavaknál, amelyeket magyarosan írunk, de a nyelvhasználók egy része idegenesebb alakra hajlik: gírosz (helyette olykor „gyros”), dzadzíki (helyette olykor „tzatziki”), papája (helyette olykor „papaya”), grépfrút (helyette olykor „grapefruit”). Más esetekben a jelenlegi írás az eredeti, átvett alakot őrzi, de egyes nyelvhasználók magyarosabb alakot preferálnak: e-mail (helyette néha „ímél”, sőt „emil”).

### Változatok
A helyesírás valamilyen szinten elfogadja a nyelvi változatok létét, például egyaránt lehetséges fel–föl, lány–leány, foltoz–foldoz (l. AkH.11 25.), míg más változatokat a helyesírási normán kívül esőnek ítél, például *szöllő, *kőrut (l. AkH.11 17.). Ez a megszorítás azonban főként a köznyelv írott, sztenderd változatára vonatkozik.

### Helyesírás-ellenőrzés
A helyesírás megvalósítását a 90-es évek közepe óta helyesírás-ellenőrző programok segítik. Ezek önmagukban nem elégségesek, mert sok szabályt egyelőre nem tudnak megfelelően automatizálni. Jelenleg a két legkomolyabb program ilyen téren a MS Office-ban (többek közt a Wordben) használt Helyes-e? (a MorphoLogic cég munkája), valamint az LibreOffice-ban is megtalálható ingyenes Hunspell (valamint a Lightproof).

### Más vonatkozásai
Előfordul, hogy praktikus szempontok is visszahatnak a szabályozásra. Ezek közé tartozik, hogy az 1999-es Magyar helyesírási szótárba kivételesen egy-két olyan alakot is felvettek, amelyek ellentmondanak a mozgószabálynak: országgyűlési képviselő-választás, személyi jövedelemadó-bevallás (szemben a szabályok által elvileg indokolt „önkormányzatiképviselő-választás”, „személyijövedelemadó-bevallás” formákkal).

### A helyesírás a nyelvművelés, nyelvi ismeretterjesztés körében
A helyesírás iránti társadalmi érdeklődést rendezvényekkel is segítik, ezek közé tartoznak az alábbi versenyek:
- Nagy J. Béla országos helyesírási verseny (Eger) – egyetemistáknak, főiskolásoknak
- Implom József helyesírási verseny (Gyula) – középiskolásoknak
- Simonyi Zsigmond helyesírási verseny (Budapest, ELTE) – általános iskolai felső tagozatosoknak

### Általában
- Helyesírás
- Helyesejtés
- Nyelvművelés
- Magyar írások

### Régi magyar helyesírás
Számos szövegemlék fennmaradt a különböző korokból. Íme néhány:
- Tihanyi alapítólevél (1055)
- Halotti beszéd és könyörgés (1192 és 1195 között)
- Ómagyar Mária-siralom (13. század)
- Példák Könyve (1510)

- Dr. Hosszú Gábor:  A számítógépes paleográfia haszna: Interjú a Magyar Rádió Határok nélkül c. műsorában. www.mr1-kossuth.hu. (magyarul) Budapest: Magyar Rádió (2012. július 10.)  (MP3) az első 1:30 perc.[halott link]
- Korompay Klára: Néhány szempont a XVI. századi misszilisek helyesírás-történeti vizsgálatához. In  Kugler Nóra – Lengyel Klára: Ember és nyelv: Tanulmánykötet Keszler Borbála tiszteletére. (magyarul) Budapest: ELTE BTK. 1999.   198–204. o. ISBN 0489004132373
- Kiss Jenő – Pusztai Ferenc: Magyar nyelvtörténet. (magyarul) Budapest: Osiris Kiadó. 2003.  ISBN 9789633898024
- Klára Korompay: Grammaire et orthographe, au carrefour d’influences linguistiques et culturelles (domaine hongrois, parallélismes français). In  Amadeo di Francesco – Adelin Charles Fiorato: La circulation des hommes, des œuvres et des idées entre la France, l’Italie et la Hongrie (XVe-XVIIe siècles). (franciául) Napoli: M. D’Auria Editore. 2004.   121–135. o.
- Korompay Klára:  Helyesírás-történet, művelődéstörténet: két tudományág dialógusa, különös tekintettel a huszita helyesírásra. (magyarul)  Magyar Nyelv,  CII. évf.  2. sz. (2006. június)   204–209. o.
- Korompay Klára: Előszó. In  János Tsétsi: Helyesírási-grammatikai megjegyzések. Observationes orthographico-grammaticae. Facsimile edition with translation. (magyarul) C. Vladár Zsuzsa (ford.). Budapest: Magyar Nyelvtudományi Társaság. 2009.   7–10. o. = A Magyar Nyelvtudományi Társaság Kiadványai,  230. arch Hozzáférés: 2018. október 25.
- Kniezsa István: Helyesírásunk története a könyvnyomtatás koráig. (magyarul) Budapest: Akadémiai Kiadó. 1952.
- Kniezsa István: A magyar helyesírás története. (magyarul) 2., javított kiadás. Budapest: Tankönyvkiadó. 1959.  = Egyetemi magyar nyelvészeti füzetek,

### Jelenkori magyar helyesírás
- A magyar helyesírás szabályai. (magyarul) 12. kiadás. Budapest: Akadémiai Kiadó. 2015.  ISBN 9789630596312
- Magyar helyesirás’ és szóragasztás’ főbb szabályai. (magyarul) Pest: Magyar Tudós Társaság. 1832.
- Szemere Gyula: Az akadémiai helyesírás története (1832–1954), Bp., Akadémiai Kiadó, 1974
- Deme László – Fábián Pál – Bencédy József: A magyar helyesírás rendszere, Bp., Akadémiai Kiadó, 1966
- Gósy Mária: Fonetika, a beszéd tudománya. (magyarul) Budapest: Osiris Kiadó. 2004.  ISBN 9633896665
- A. Molnár Ferenc:  A magyar mássalhangzórendszer kialakulásáról és néhány finnugor eredetű szavunk hangtani fejlődéséről. (magyarul)  Nyelvtudományi Közlemények,  vol. 100. sz. (2003)   186–192. o.   MTA Nyelvtudományi Intézet
- Molnár József: A magyar beszédhangok atlasza. (magyarul) Budapest: Tankönyvkiadó. 1970.
- Siptár Péter – Törkenczy Miklós: The phonology of Hungarian. (angolul) Oxford: Oxford University Press. 2000.  = Oxford Linguistics,  ISBN 978-019-823841-6
- Tamás Szende:  Illustrations of the IPA: Hungarian. (angolul)  Journal of the International Phonetic Alphabet,  24 (2). sz. (1994)   91–94. o. doi

### Szabályzat
- A magyar helyesírás szabályai: 12. kiadás. helyesiras.mta.hu. (magyarul) Budapest: Akadémiai Kiadó (2015)
- A magyar helyesírás szabályai: 11. kiadás. mek.oszk.hu. (magyarul) Budapest: Akadémiai Kiadó (1985)  (Hozzáférés: 2018. október 25.) (HTML) – a MEK-ről. A nyomtatott kiadás példaanyaga utólag javítva a 2000-es kiadás alapján.

### Cikkek
- Antalné Szabó Ágnes:  A magyar helyesírás vizuális rendszere. www.anyanyelv-pedagogia.hu. (magyarul) Budapest: Magyar Nyelvtudományi Társaság (2010)  (Hozzáférés: 2017. február 13.) (HTML) arch (a cikk második felében több mint negyven táblázattal a magyar helyesírás alapelveinek és szabályainak szemléltetésére)
- don B:  A tanító néni cseszte el. korrektor.blog.hu (magyarul) (Hozzáférés: 2007. július 31.) (HTML) arch – szellemi alapvetés anti- és prónormaügyben az index.hu olvasószerkesztőjének korrektorblogján
- Kardos Tamás:  A magyar helyesírás problémái a nyelvi közönségszolgálat tükrében. www.gramma.sk (magyarul) (Hozzáférés: 2018. október 25.) (RTF) arch
- Joób Sándor:  Helyesírás: nem tanultuk meg vagy megtanulhatatlan? index.hu. (magyarul) Budapest: Index.hu (2006. május 18.)  (Hozzáférés: 2018. október 25.) (HTML)
- Munk Veronika:  A hülye szót nem illik papírra (képernyőre) vetni! – Mit tud a nyelvi ellenőrző? index.hu. (magyarul) Budapest: Index.hu (2005. április 19.)  (Hozzáférés: 2018. október 25.) (HTML)  (cikk az MS Word Helyes-e? programjáról).
- Munk Veronika:  Szabad a helyesírás. index.hu. (magyarul) Budapest: Index.hu (2005. május 17.)  (Hozzáférés: 2018. október 25.)  (cikk a Hunspellről, a Helyes-e? programmal összehasonlítva).
- A Google, a helyesírás és a nép szava. index.hu. (magyarul) Budapest: Index.hu (2004. november 4.)  (Hozzáférés: 2018. október 25.) (HTML)  (cikk a Google Hejesírásról).
- Helyesírási gyorssegély az interneten. hirek.prim.hu. (magyarul) Budapest: Prim.hu (2006. február 10.)  (Hozzáférés: 2006. május 6.) (HTML) arch
- Papp Sándor Zsigmond:  Lehet egy kérdéssel több?: Hívásözön a Nyelvtudományi Intézet közönségszolgálatán. www.nol.hu. (magyarul) Budapest: Népszabadság (2007. július 12.)  (Hozzáférés: 2018. október 25.) (HTML) arch
- Tóth-Bogár Katalin:  A demokrácia zajjal jár: A nagy magyar helyesírás-háború. www.nyest.hu. (magyarul) Budapest: Nyest.hu (2009. november 21.)  (Hozzáférés: 2018. október 25.) (HTML)
- Koax K. Ábel:  A magyar reformhelyesírás szabályai. www.morphologic.hu. (magyarul) Budapest: MorphoLogic (1998. április 1.)  (Hozzáférés: 2018. október 25.) (HTML) arch
- Márton Mátyás:  Földrajzinév-írás: Óravázlat. lazarus.elte.hu. (magyarul) Budapest: ELTE ITK Térképtudományi és Geoinformatikai Tanszék (Hozzáférés: 2018. október 25.) (HTML) arch
- Hadarics Tibor (2005). „A magyar madárnevek helyesírása”. Madártávlat 12. (5), 23–25. o. [2015. március 26-i dátummal az eredetiből archiválva]. (Hozzáférés: 2019. április 22.)

### Interjúk
- Daniss Győző:  Van-e neme egy szótárnak? www.nol.hu. (magyarul) Budapest: Népszabadság (2004. szeptember 4.)  (Hozzáférés: 2018. október 25.) (HTML) arch  (a Népszabadság interjúja az Osiris Kiadó Helyesírás című kötetének egyik szerzőjével).
- A mozgószabály titka: A valóság és a helyesírás. www.nol.hu. (magyarul) Budapest: Népszabadság (2005. január 6.)  (Hozzáférés: 2018. október 25.) (HTML) arch  (a Népszabadság interjúja az Osiris Kiadó Helyesírás című kötetének két szerzőjével).
- Szőnyei Tamás:  Szótárérett szavak. www.mancs.hu. (magyarul) Budapest: Magyar Narancs (2003. október 16.)  (Hozzáférés: 2018. október 25.) (HTML) arch  (a Magyar Narancs interjúja Pusztai Ferenc nyelvtörténésszel, a Magyar Értelmező Kéziszótár új kiadásának szerkesztőjével).

### Programok
- Németh László – Godó Ferenc:  Szabad magyar szótár. magyarispell.sourceforge.net (magyarul) (Hozzáférés: 2018. október 25.) (HTML)  (Hunspell magyar helyesírás-ellenőrző és -javító program).
- Helyesírás-fejlesztő játék. sese.web.elte.hu (magyarul) (Hozzáférés: 2018. október 25.) (HTML) arch  (ingyenesen letölthető).
- Aradi András – Erdős József – Sturcz Zoltán:  Interaktív magyar igeragozó. bme-tk.bme.hu. (magyarul) Budapest: Budapesti Műszaki Egyetem Nyelvi Intézet Magyar Nyelvi Csoport (Hozzáférés: 2018. október 25.) (HTML) arch

### Online források
- Helyesírási Tanácsadó Portál
- Akadémiai helyesírási szótár
- Ingyenes online helyesírási szótár. www.magyarhelyesiras.hu. (magyarul) Energiaoldal.hu (2013)  (Hozzáférés: 2018. október 25.) (HTML) arch
- MTA Nyelvtudományi Intézet, Nyelvművelő és Nyelvi Tanácsadó Kutatócsoport. www.nytud.hu. (magyarul) Budapest: Magyar Tudományos Akadémia (Hozzáférés: 2018. október 25.) (HTML) arch  (ingyenes tanácsadás telefonon és e-mailen).
- E-nyelv.hu: Magyar Nyelvi Szolgáltató Iroda. www.e-nyelv.hu. (magyarul) Budapest: Inter Kultúra-, Nyelv- és Médiakutató Központ Nonprofit Kft. (Hozzáférés: 2018. október 25.) (HTML) arch  (ingyenes helyesírási tanácsadás és más szolgáltatások).
- Helyesírási tanácsadó és gyorssegély, helyesírás tárgyú oldalak. regulus2.ingyenweb.hu (magyarul) (Hozzáférés: 2018. október 25.) (HTML) arch
- Rövidítésszótár. www.rovidites.hu (magyarul) (Hozzáférés: 2018. október 25.) (HTML) arch

### Szövegtárak
- Magyar történeti szövegtár. clara.nytud.hu (magyarul) (Hozzáférés: 2018. november 25.) (HTML) arch
- Magyar Nemzeti Szövegtár. clara.nytud.hu. (magyarul) Budapest: Magyar Tudományos Akadémia Nyelvtudományi Intézet (2018)  (Hozzáférés: 2018. október 25.) (HTML) arch

### Régi magyar helyesírással kapcsolatos hivatkozások
- Dr. Gábor Hosszú – Péter Krauth:  Proposal for extending the annotation of the character “Y WITH DIAERESIS” in the BMP of the UCS. Individual Contribution for consideration by JTC1/SC2/WG2 and UTC. std.dkuug.dk (angolul) (2009. augusztus 12.)  (Hozzáférés: 2018. október 24.) (PDF) arch ISO/IEC JTC1/SC2/WG2 N3759. (A régi magyar írással kapcsolatos Unicode-os előterjesztés elfogadásra került.)
- Magyar Nyelvemlékek. nyelvemlekek.oszk.hu. (magyarul) Budapest: Országos Széchényi Könyvtár (Hozzáférés: 2018. október 24.) (HTML) arch
- Ómagyar Korpusz. omagyarkorpusz.nytud.hu. (magyarul) Budapest: MTA Nyelvtudományi Intézet (Hozzáférés: 2018. október 24.) (HTML) arch (Az összes ómagyar kori és néhány középmagyar kori nyelvemlék betűhű szövege és néhányuk mai magyarra normalizált változata).

### Egyéb hivatkozások
- Helyesírás.lap.hu. helyesiras.lap.hu. (magyarul) Budapest: Central Media (Hozzáférés: 2018. október 25.) (HTML) arch  (Linkgyűjtemény).